# Museo Arqueológico Rafael Larco Herrera

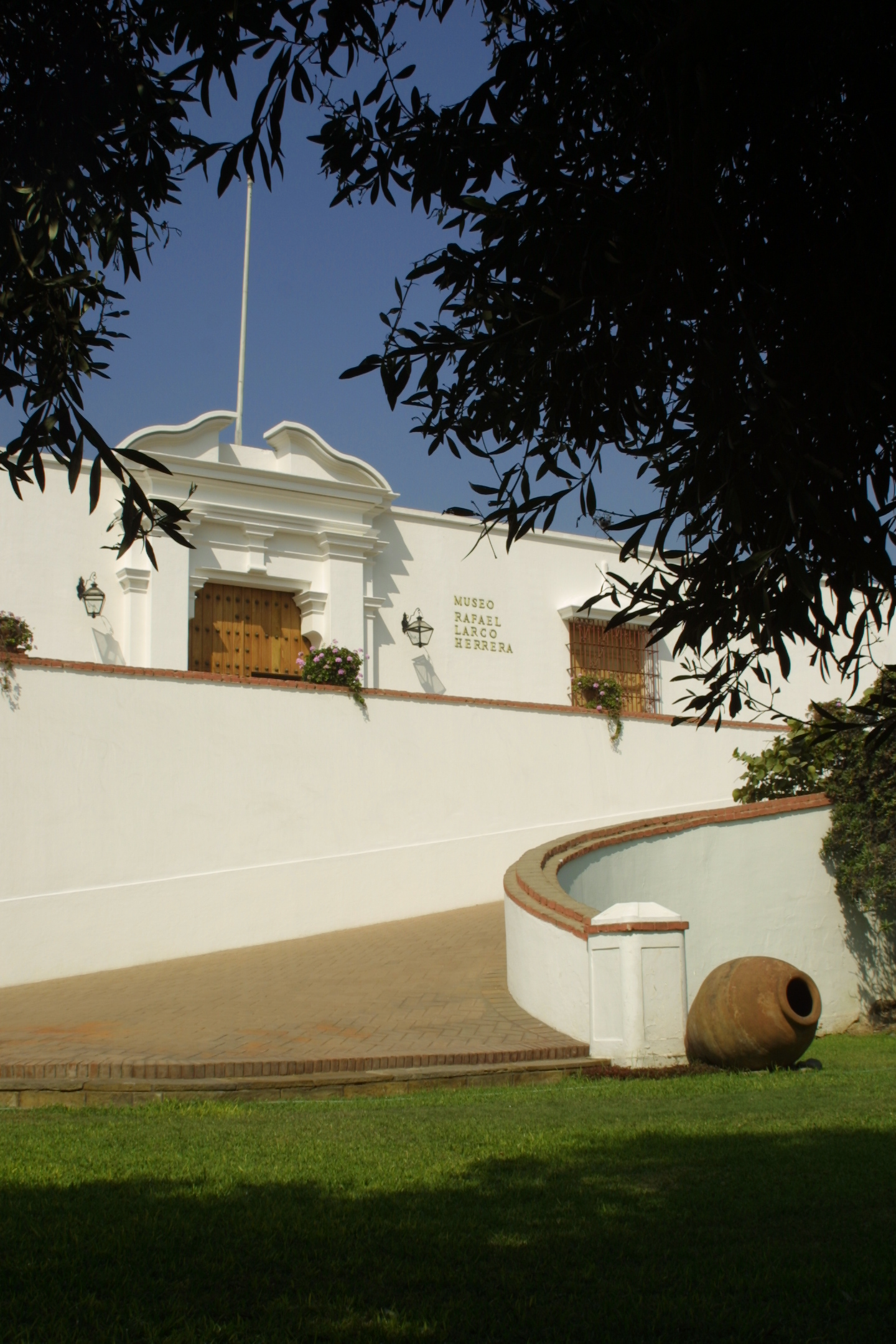
Museo Larco.

Museet Rafael Larco Herrera (fullständigt namn "Museo Arqueológico Rafael Larco Herrera") ligger i Pueblo Libre i Lima, Peru.
Museet grundades 1926 och visar i kronologisk ordning stora samlingar som täcker 3000 år av Perus historia, före den spanska erövringen. Museibyggnaden är från 1700-talet (det vill säga från tiden för Vicekonungariket), och är i sin tur uppförd på en pre-kolumbiansk pyramid från 600-talet. Samlingen i museet är en av världens största samlingar av pre-kolumbiansk konst och inkluderar kulturerna Moche, Nazca, Chimu och Inka. Det var ett av de första museerna i världen som lade upp hela sin samling (45 000 föremål) i en digitaliserad katalog.
Konstverken i Larcomuseet räknas som några av de finaste pre-kolumbianska samlingarna i världen.

## Historia
År 1925 förvärvade Rafael Larco Herrera en samling vaser och andra arkeologiska föremål från Alfredo Hoyle, hans svåger. Totalt uppgick föremålen till 600 pjäser. Ankomsten av dessa objekt väckte samlarinstinkten hos hans son, Rafael Larco Hoyle. Kort därefter överlämnade Larco Herrera till sin son att sköta om samlingen och dessa pjäser utgjorde den första samlingen av det som skulle komma att bli Rafael Larco Herrera Museum.
Samma år, fick Larco Hoyle ta emot några råd från sin farbror, Victor Larco Herrera, som var grundaren av det första museet i Lima. Han uppmanade Larco Hoyle att skapa ett nytt museum i Lima, ett museum där man skulle kunna förvara alla de arkeologiska fynden som hela tiden grävdes fram av illegala utgrävare. 
Larco Hoyle höll med sin farbror. Han ville skapa ett levande monument till ära åt sin far, som han beundrade mycket för hans patriotism och kärlek till Peru. Han arbetade för att skapa ett museum som skull föra arvet efter sin far vidare. Larco Hoyle köpte två stora samlingar: 8000 pjäser från Roa och 6000 pjäser från Carranza. Han köpte också flera små samlingar i Chicama Valley, Trujillo, Virú, och Chimbote. Inom ett år, hade samlingen vuxit avsevärt och utställningsmontrar installerades i ett litet hus på Chiclín-ägorna. Den 28 juli 1926, självständighetsdagen, öppnade museet sina dörrar för allmänheten.
Delar av Larcomuseets samlingar finns för närvarande i dess dottermuseum, det "För-kolumbianska konstmuseet" i Cusco, Peru.

## Utställningar

### Permanentutställningar

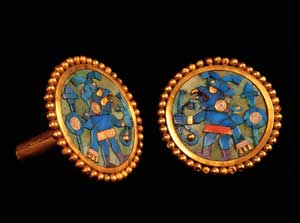
Öronprydnad av guld, Mochekulturen.

Museet har flera permanenta utställningar. Guld- och silverutställningen är den största och finaste juvelsamlingen som har använts av många kända härskare i det förkolumbianska Peru. Den består av en imponerande samling kronor, örringar, näsprydnader, klädesplagg, masker och vaser, fint arbetade i guld och dekorerade med halvädelstenar. Samlingen av erotisk konst har blivit en av Sydamerikas attraktioner. De gamla peruanska kulturerna framställde sitt dagliga liv i keramik och denna samling innehåller världens största samling av erotisk keramik. 
Den permanenta samlingen av guld och silver från det gamla Peru är av hög klass, likaså den berömda samlingen av erotisk konst, som finns i en särskilt utställning.
Larcomuseet är ett av de få museerna i världen där besökarna kan gå igenom samlingarna och studera 45 000 arkeologiska föremål, vilka är noggrant klassificerade.
Kulturutställningen visar 40 000 år av peruansk pre-kolumbiansk historia. Denna kronologiskt baserade utställning förser besökaren med en sammanfattande överblick av kulturer som existerade i det för-kolumbianska Peru fram till det fullständiga sammanbrottet för den infödda konsten vilket var en effekt av den spanska erövringen på 1500-talet. Utställningshallen är indelad i fyra delar: Norra kusten, Centrala kustområdet, Södra kustområdet och kulturerna i Anderna. Montrarna står ordnade i följd efter kulturerna:
- Från norra kustområdet Cupisnique, Vicus, Moche och Chimu;
- Från centrala kustområdet: Lima och Chancay;
- Från södra kustområdet: Paracas, Nazca och Chincha;
- Från Anderna: Chavín, Tiahuanaco, Huari och Inca.

Larcomuseet arbetar med konservering och restaurering av Perus arkeologiska nationalskatt. Med över 80 års erfarenhet har museet blivit ett av de mest prestigefyllda institutionerna som arbetar med konservering och restaurering av arkeologiska peruanska objekt. Museet har laboratorier för konservering av textilier, keramik och metall.

### Internationella visningar
Utöver sina egna visningar av museet lånar man ut delar av sina samlingar till kända utställningshallar, museer och kulturella centrum runt om i världen. Mer än fem miljoner personer har tack vare detta kunnat se delar av museets samlingar.

## Restaurering
Konservering och restaurering av Perus nationella arkeologiska skatt är en av de viktigaste uppgifterna för museet. Vid centrumet för konservering och restaurering görs arkeologiska studier och även behandlingar i förebyggande syfte och för restaurering av fynden.

## Adress
Adress: Av. Bolivar 1515, Pueblo Libre, Lima, Peru